# Лолан
Лолан (на датски: Lolland) е третият по големина след Шеланд и Фюн датски остров в Балтийско море. На него живеят над 60 хил. души (2009 г.). Площ 1243 km².

## География
Остров Лолан е разположен в югоизточната част на страната. Дължината му от запад на изток е 60 km, а максималната ширина 23 km. На запад протока Лангелансбелт (южната част на Стурабелт) го отделя от остров Лангелан, на север протока Смоланс Фарванет – от остров Шеланд, на изток тесния проток Гулборгсун – от остров Фалстер, а на юг протока Фемарнбелт – от германския остров Фемарн. Бреговете му са предимно ниски, силно разчленени на запад и север. Изграден е главно от варовици и глини, препокрити с ледникови наслаги. Релефът представлява моренна равнина, в центъра и на северозапад с отделни хълмове с максимална височина 25 m. Отделни участъци от острова, предимно на запад и юг лежат под морското равнище. На Лолан има няколко езера, като най-голямо е Синерсьо. Речната мрежа е гъста, представена от къси и малки, но пълноводни реки, отводнителни и дренажни канали. Големи участъци са осушени и защитени с водозащитни диги. Край бреговете му има множество плитчини (Редсан и др.), които затрудняват корабоплаването. В миналото островът е бил покрит с гъсти букови и дъбови гори, от които сега са се запазили отделни малки участъци. На изток чрез два шосейни моста и един тунел се свързва с шосейната мрежа на остров Фалстер и от там с общата жп и шосейна мрежа на Дания. На юг чрез фериботна връзка е свързан с шосейната и жп мрежата на Германия. Най-големият град на острова е Наксков, разположен на западното му крайбрежие. Други по-големи градове са Марибо (в центъра), Рьотбю (на юг) и др.